# Lorenza Arnetoli
Lorenza Arnetoli (Figline Valdarno, 30 marzo 1974) è un'ex cestista e allenatrice di pallacanestro italiana.

## Carriera

### Giocatrice
Nel 2003-04 e nel 2004-05 ha giocato nella Famila Schio, con cui ha vinto due Coppe Italia e un campionato italiano, quest'ultimo in finale play-off sulla Penta Faenza.
Nel 2005-06 è stata acquistata dal Caffè Mokambo Chieti, in Serie A2, che ha lasciato a gennaio 2006 per tornare nella massima serie, malgrado le ottime prestazioni sia personali che di squadra. Con la Germano Zama Faenza, però, arriva a disputare le semifinali per lo scudetto, perse contro l'Acer Priolo.
Dall'estate 2006 al gennaio 2009 ha militato in Serie A2 nella Meccanica Nova Bologna
Dal gennaio 2009 all'estate del 2010 ha giocato in Serie A2 con la Memar Reggio Emilia.
Dal 2003 ad oggi, nei vari campionati disputati in Italia, ha giocato 168 partite segnando 1.801 punti per una media di 10,72 punti/partita (statistiche aggiornate al 9 maggio 2011).

### Allenatrice
Nel 2025, è allenatrice delle Nazionali italiane 3x3 Under-21 maschile e femminile alla Youth Nations League.

## Palmarès
- Campionato italiano: 1
Pall. F. Schio: 2004-05
- Coppa Italia: 2
Pall. F. Schio: 2004, 2005